# Casa lunga

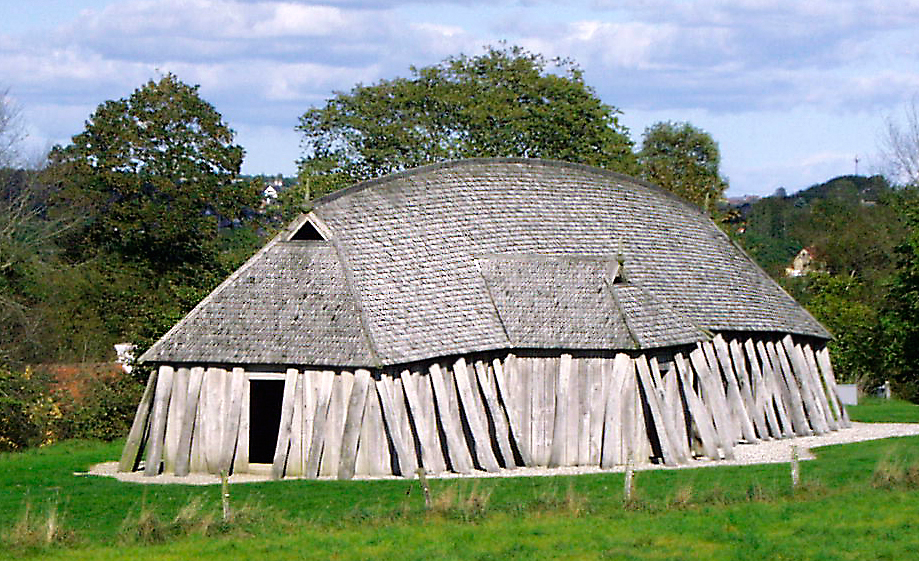
Ricostruzione di una casa lunga vichinga ad Hobro, in Danimarca

Una casa lunga (in inglese longhouse) è un tipo di edificio lungo, di proporzioni strette, costituito da una sola grande stanza, il quale è stato edificato da svariati popoli in diverse parti del mondo, tra cui l'Asia, l'Europa e l'America del Nord. È un termine usato in diversi ambiti disciplinari, dall'archeologia all'antropologia.

## Europa
In Europa i tipi più comuni sono la casa lunga neolitica, introdotta dai primi agricoltori neolitici d'Europa, e la casa lunga germanica, costruita a scopo agricolo e diffusa lungo le coste del mare del Nord.

### Neolitico
Sin dal Neolitico (attorno al 5000 a.C.), si diffuse in Europa centrale ed occidentale la tipologia abitativa della casa lunga nelle comunità di agricoltori: solitamente villaggi con 6/12 case lunghe che ospitavano più nuclei familiari.

### Medioevo

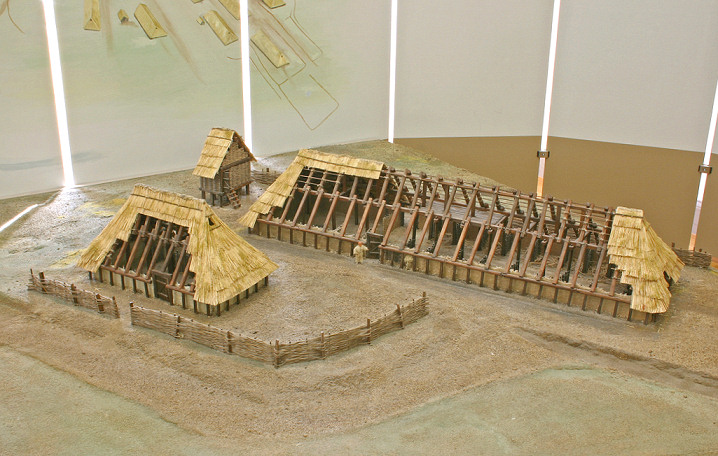
Modellini di abitazioni del sito di Feddersen Wierde

Tra il IV ed il III secolo a.C. le comunità di allevatori germanici delle coste sud-occidentali del Mare del Nord svilupparono un modello precipuo di casa lunga che si suppone possa aver poi generato varie tipologie medievali di casa lunga; tra queste ricordiamo: la Langhus scandinava, utilizzata anche come tipologia architettonica per edifici d'uso pubblico come la Sala dell'idromele; le case lunghe inglesi, gallesi e scozzesi; e la cosiddetta "Casa bassa germanica" (in inglese Low German house); la casa lunga del Dartmoor nel sudovest dell'Inghilterra; quelle del nordovest inglese in Cumbria; le blackhouse scozzesi, note anche come taighean dubha; le frisone Langhuis; ed in Francia le longère o maison longue.
La longhouse o longa domus era una tipologia edilizia attestata per tutto il medioevo, molto diffusa, specialmente in Europa settentrionale più che in Italia o nelle regioni meridionali. Caratteristica di questa abitazione era la lunghezza, dovuta al fatto che aveva funzione di residenza e allo stesso tempo ospitava il bestiame. Poteva essere una struttura autonoma oppure fare parte del complesso di edifici detto "casa a corte". 
Le soluzioni di partizione interna potevano essere diverse: poteva essere composta da un unico ambiente ad uso misto oppure divisa tra spazio adibito al bestiame e residenza; il settore utilizzato come abitazione poteva essere unico o diviso in più vani. Poteva esserci un unico ingresso condiviso da uomini e animali oppure due, posti sia sui lati corti che sul lato lungo.

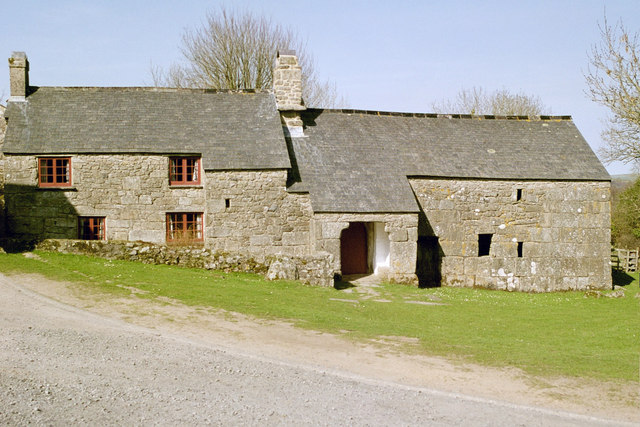
Esempio ben preservato di casa lunga tipo "Dartmoor" in granito, Dartmoor, nel Devon

Alcuni siti archeologici in cui sono stati rinvenuti esempi di longhouse notevoli sono a Wharram Percy, nel Yorkshire e Feddersen Wierde, in Germania presso il Mare del Nord.

### Età contemporanea
Alcune delle tipologie di casa lunga medievale sopravvissute sino ai giorni nostri sono:
- Le case lunghe gallesi tipo "Dartmoor" (in inglese Dartmoor longhouse) in Devon, Cornovaglia,[5] e nel Galles dove è nota come Ty Hir.[6] Si tratta di edifici destinati al ricovero promiscuo di animali e uomini, costruite lungo un declivio;
- Le case lunghe inglesi tipo "Cumbria";[7]
- Le case lunghe scozzesi tipo "Blackhouse" (in gaelico scozzese: Taighean dubha);[8]
- La Longère o Maison longue francese (considerati soltanto gli esemplari affini a quelli di Dartmoor e Cumbria), di probabile origine normanna.

## America

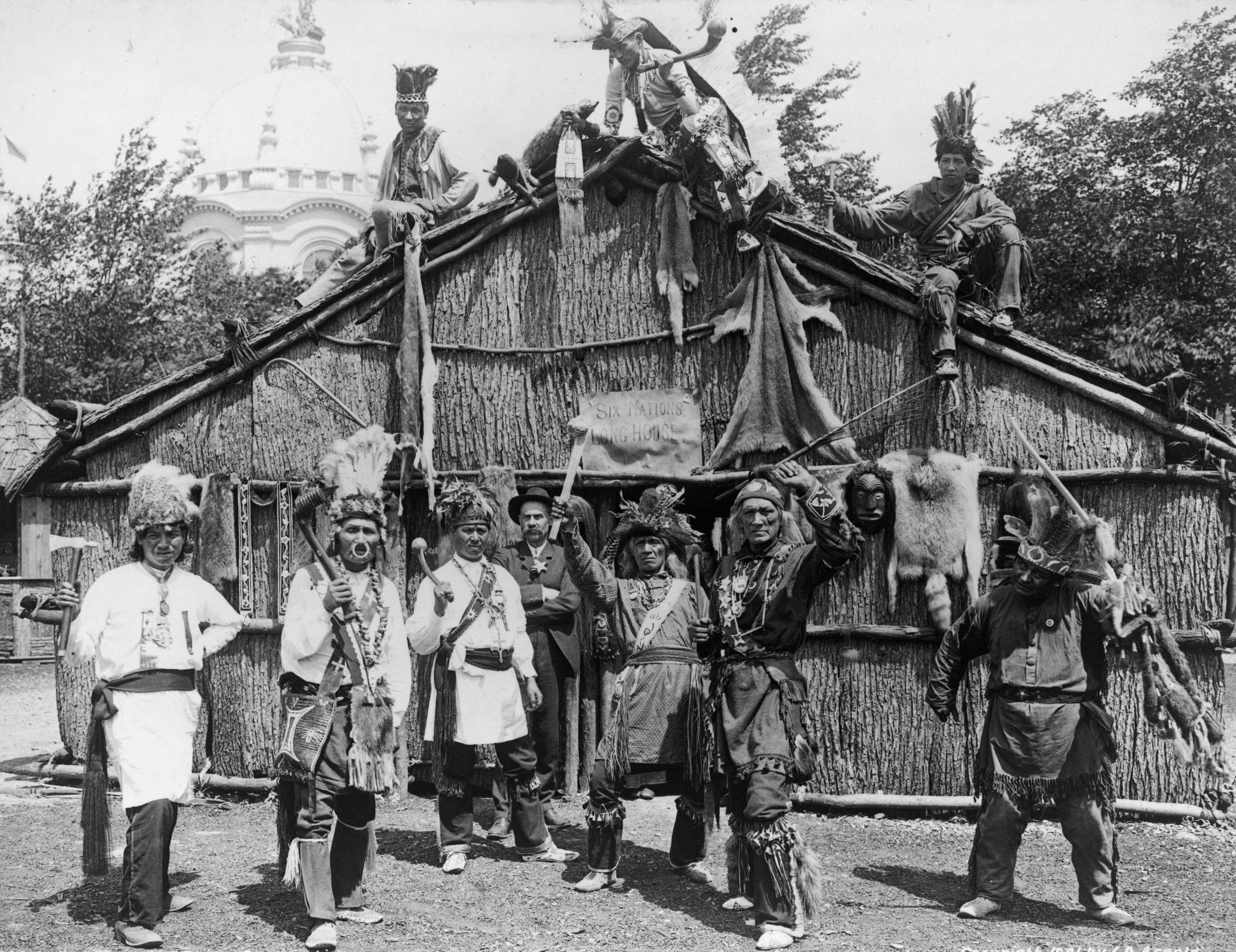
Nativi americani in posa davanti ad una casa lunga nella riserva indigena dello stato di New York, 1901

In Nord America esistevano due tipologie di casa lunga: la casa lunga dei nativi americani, appartenenti alle tribù legate agli Irochesi nel nord-est; ed un secondo tipo ideato dai popoli indigeni della costa del Pacifico nord-occidentale. Una descrizione dettagliata di quest'ultimo tipo è contenuta nell'opera narrativa dello scrittore inglese John R. Jewitt, il quale trascorse circa tre anni come prigioniero presso la popolazione dei Nootka tra il 1802 e il 1805. In Sud America gli appartenenti al popolo dei Tucano in Colombia e nel nord-ovest del Brasile erano soliti unire in una sola casa lunga diverse abitazioni appartenenti alla stessa famiglia.
Una tipologia di casa lunga era diffusa fra tribù native del nordovest: erano rettangolari, lunghe circa 25 metri, con una porta da entrambi i lati e un foro sul tetto per il fumo. Erano costruite in legno.

## Asia
Gran parte degli abitanti delle isole asiatiche sud-orientali del Borneo, dell'Indonesia e degli stati di Sarawak e Sabah, in Malaysia, vivono tradizionalmente in edifici simili alle case lunghe, noti con il nome di Rumah panjang in malese, e rumah panjai in iban. Una caratteristica comune di gran parte di questi edifici è il fatto che essi sono sollevati da terra tramite pali di legno e sono suddivisi in due parti, una pubblica e una riservata alla vita privata. Questo modo di costruire sembra essere stato utilizzato per secoli durante la vita nella giungla, poiché altrimenti sarebbe difficile spiegare da parte di queste popolazioni il loro modo di edificare le loro case lunghe. Ad avvalorare questa ipotesi sarebbe anche l'enorme somiglianza di questo stile con quello di strutture simili utilizzati nei villaggi presenti nella giungla dell'America meridionale. L'uso di costruire su palafitte è spiegato in parte come un metodo per evitare i danni causati dalle inondazioni.